# Pouilly-les-Nonains
Pouilly-les-Nonains és un municipi francès situat al departament del Loira i a la regió d'Alvèrnia-Roine-Alps. L'any 2007 tenia 1.743 habitants.

## Demografia

### Població
El 2007 la població de fet de Pouilly-les-Nonains era de 1.743 persones. Hi havia 689 famílies de les quals 107 eren unipersonals (36 homes vivint sols i 71 dones vivint soles), 309 parelles sense fills, 245 parelles amb fills i 28 famílies monoparentals amb fills.
La població ha evolucionat segons el següent gràfic:
Habitants censats

### Habitatges
El 2007 hi havia 738 habitatges, 690 eren l'habitatge principal de la família, 17 eren segones residències i 32 estaven desocupats. 710 eren cases i 29 eren apartaments. Dels 690 habitatges principals, 591 estaven ocupats pels seus propietaris, 93 estaven llogats i ocupats pels llogaters i 6 estaven cedits a títol gratuït; 5 tenien una cambra, 18 en tenien dues, 78 en tenien tres, 201 en tenien quatre i 388 en tenien cinc o més. 584 habitatges disposaven pel capbaix d'una plaça de pàrquing. A 217 habitatges hi havia un automòbil i a 436 n'hi havia dos o més.

### Piràmide de població
La piràmide de població per edats i sexe el 2009 era:
| Homes | Edats   | Dones |
| ----- | ------- | ----- |
| 0     | 95 o +  | 0     |
| 4     | 90 a 94 | 8     |
| 0     | 85 a 89 | 4     |
| 12    | 80 a 84 | 8     |
| 20    | 75 a 79 | 12    |
| 12    | 70 a 74 | 32    |
| 72    | 65 a 69 | 36    |
| 40    | 60 a 64 | 56    |
| 48    | 55 a 59 | 60    |
| 76    | 50 a 54 | 72    |
| 76    | 45 a 49 | 84    |
| 72    | 40 a 44 | 84    |
| 32    | 35 a 39 | 52    |
| 44    | 30 a 34 | 36    |
| 24    | 25 a 29 | 32    |
| 44    | 20 a 24 | 16    |
| 96    | 15 a 19 | 52    |
| 44    | 10 a 14 | 60    |
| 48    | 5 a 9   | 52    |
| 28    | 0 a 4   | 32    |

## Economia
El 2007 la població en edat de treballar era de 1.144 persones, 825 eren actives i 319 eren inactives. De les 825 persones actives 772 estaven ocupades (396 homes i 376 dones) i 53 estaven aturades (26 homes i 27 dones). De les 319 persones inactives 165 estaven jubilades, 92 estaven estudiant i 62 estaven classificades com a «altres inactius».

### Ingressos
El 2009 a Pouilly-les-Nonains hi havia 711 unitats fiscals que integraven 1.865 persones, la mediana anual d'ingressos fiscals per persona era de 18.829 €.

### Activitats econòmiques
Dels 52 establiments que hi havia el 2007, 1 era d'una empresa alimentària, 3 d'empreses de fabricació d'altres productes industrials, 18 d'empreses de construcció, 10 d'empreses de comerç i reparació d'automòbils, 4 d'empreses de transport, 4 d'empreses d'hostatgeria i restauració, 1 d'una empresa d'informació i comunicació, 1 d'una empresa financera, 1 d'una empresa immobiliària, 2 d'empreses de serveis, 3 d'entitats de l'administració pública i 4 d'empreses classificades com a «altres activitats de serveis».
Dels 19 establiments de servei als particulars que hi havia el 2009, 1 era una oficina de correu, 1 taller de reparació d'automòbils i de material agrícola, 1 autoescola, 3 paletes, 1 guixaire pintor, 6 fusteries, 2 lampisteries, 2 electricistes, 1 perruqueria i 1 agència immobiliària.
Dels 2 establiments comercials que hi havia el 2009, 1 era una botiga de menys de 120 m² i 1 una fleca.
L'any 2000 a Pouilly-les-Nonains hi havia 17 explotacions agrícoles que ocupaven un total de 490 hectàrees.

## Equipaments sanitaris i escolars
L'únic equipament sanitari que hi havia el 2009 era una farmàcia.
El 2009 hi havia 1 escola maternal i 1 escola elemental.

## Poblacions més properes
El següent diagrama mostra les poblacions més properes.